# Apricot Groves
Apricot Groves (en armenio: Ծիրանի Պուրակներ, romanizado: Tsirani Purakner, en persa: باغ های زردآلو, romanizado: Bagh-haye Zardaloo) es una película dramática armenio-iraní de 2016 dirigida por Pouria Heidary Oureh. La película es una de las películas con más apariciones internacionales en la historia del cine armenio, con docenas de selecciones de festivales de cine internacionales.

## Sinopsis
Aram, un joven armenio iraní que emigró a los Estados Unidos cuando era niño, visita Armenia por primera vez para proponerle matrimonio a una novia armenia que conoció y con la que vivió en los Estados Unidos. Aram ve muchas diferencias culturales, religiosas y nacionales en el viaje de un día, pero aún quedan obstáculos más difíciles, como una cirugía de afirmación de género en el vecino Irán.

## Elenco
- Narbe Vartan como Vartan
- Hovhannes Azoyan como Arman
- Allison Gangi como Novia
- Samvel Sarkisyan como Padre
- Maro Hakobyan como Madre
- Araik Sargsyan como Tío
- Azadeh Esmaeilkhani como Enfermera
- Tigran Davtyan como Tocador de Duduk
- Ara Karagyan como Barbero
- Edgar Manucharyan como Barman
- Saeed Bojnoordi como Oficial de Inmigración

## Producción
En una entrevista con CivilNet, el director Pouria Heidary Oureh declaró que después de recibir apoyo inicial de las autoridades cinematográficas armenias, el apoyo se retiró después de la finalización de la película:

[E]l problema principal es que hicimos esta película con el Centro Nacional de Cine de Armenia, y esto es lo que haces cuando vas a otro país a hacer una película. Normalmente, para hacer una película, uno acude a una organización oficial, y eso es lo que hicimos nosotros, y es lo que se debe hacer en cualquier otro país al que vayas. Así que fuimos allí, les dimos nuestro guión, lo leyeron, dijeron que les había gustado mucho y empezamos a hacer la película. Cuando terminamos la película, nos dijeron que no se nos permitía poner su nombre en la película. Es decir, si la hubiésemos hecho en cualquier otro país, habrían puesto en el contrato que teníamos que poner nuestro nombre al principio y al final de la película. Así que, cuando terminó la película, se supone que nos iban a apoyar para proyectarla en los cines y presentarnos en los festivales de cine locales, pero esto nunca sucedió.

## Recepción
En el Festival Internacional de Cine Arpa de 2017, la película fue nominada a Mejor Guion, Mejor Director y Mejor Largometraje. Durante el Festival de Cine de Granada de ese mismo año, la película fue nominada a Mejor Largometraje.

## Proyecciones y censura

### Festival Internacional de Cine de Ereván 2017
Los organizadores del evento informaron a los cineastas que habían enviado sus trabajos para que se proyectaran en el Festival Internacional de Cine de Ereván 2017 en un programa fuera de competencia titulado "Armenios: puntos de vista internos y externos" que la proyección del programa había sido cancelada, sin dar más detalles sobre el motivo de esta decisión. Los activistas recurrieron a las redes sociales para criticar la cancelación del evento, y algunos afirmaron que dos películas de temática LGBT+, Apricot Groves y Listen to Me: Untold Stories Beyond Hatred, fueron el motivo de la cancelación.
Atom Egoyan y Arsinée Khanjian, destacadas figuras canadienses armenias del cine, denunciaron esta cancelación y afirmaron que era "desconcertante ver que un festival que ambos defendimos con orgullo dentro de la comunidad cinematográfica internacional en nombre de películas y cineastas que hablaban de cuestiones tan urgentes de derechos humanos pueda ser suprimido, especialmente cuando estas ideas necesitan ser discutidas y sacadas a la luz". Una carta abierta firmada por cineastas, activistas LGBT+, políticos y otros afirmó que "Esta institución, que es aceptada por la sociedad armenia, no debería bloquear ni obstaculizar el desarrollo de la cinematografía armenia". La organización de derechos LGBTQ+ Pink Armenia calificó la cancelación como "no solo una discriminación contra la comunidad LGBT armenia y una violación de la libertad de expresión y la libertad de crear, sino también una bofetada a la cinematografía armenia". El Foro de la Sociedad Civil de la Asociación Oriental de la Unión Europea pidió a las autoridades armenias que cumplieran con sus compromisos internacionales, afirmando que "el incidente tiene un impacto negativo en la reputación del país y es contrario al proceso de adhesión de Armenia al programa Europa Creativa".

### Otras proyecciones
Tras la cancelación de Golden Apricot, la película se proyectó en el Festival Internacional de Cine Arpa 2017 en Los Ángeles. Esta proyección fue aplaudida por la Sociedad Armenia LGBTQ+ GALAS.
La película se proyectó en el Festival de Cine Pomegranate 2017 en Toronto.